# Rajbiraj
Rajbiraj (Nepalees: राजबिराज नगरपालिका) is een stad (Engels: municipality; Nepalees: nagarpalika) in het zuidoosten van Nepal, en is zowel de hoofdstad van het district Saptari, als van de zone Sagarmatha. De stad bezit een luchthaven, vanwaar vluchten vertrekken naar de hoofdstad Kathmandu.
De stad ligt 18 kilometer ten noorden van de Indiase grens en 192 kilometer ten zuidoosten van de hoofdstad Kathmandu.